# Mariano Vera
Mariano Vera (Santa Fe, 23 de enero de 1783 - Cayastá, 26 de marzo de 1840) fue un político argentino, primer caudillo federal de la provincia de Santa Fe.

## Gobierno de Santa Fe
Era miembro de una de las familias de comerciantes más adineradas de la pequeña ciudad de Santa Fe y tuvo una buena educación. Fue tres veces miembro del cabildo de la ciudad.
Apoyó la llegada de Francisco Candioti al gobierno como gobernador autónomo y quiso impedir que a su muerte la ciudad volviera a la dependencia directa de Buenos Aires.
En febrero de 1816 se puso al frente de la revolución contra el general Viamonte y el gobernador Tarragona. Tras sitiar la ciudad y ganar varias pequeñas batallas, con el apoyo de las fuerzas del capitán Estanislao López, logró la rendición de Viamonte y fue elegido gobernador de Santa Fe y ascendido a coronel de ejército. 
Gobernó la provincia por dos años y cuatro meses, pero su capacidad de administración se vio limitada, ya que todo el tiempo estuvo en guerra contra el gobierno porteño. Su primera actuación fue tomar preso a Viamonte (que no había cumplido con la capitulación) y enviárselo a José Artigas, del cual era aliado.
Apenas asumido, tuvo que enfrentar el ataque de un ejército al mando del general Belgrano, que envió desde Rosario al general Díaz Vélez a atacar Santa Fe por agua. Inesperadamente, Díaz Vélez firmó un tratado de paz con Vera y arrestó a Belgrano, enviándolo a Buenos Aires. Este pacto provocó la caída del Director Álvarez Thomas, pero no evitó que pocas semanas más tarde, el mismo Díaz Vélez volviera a invadir Santa Fe. Estanislao López convenció a Vera de evacuar la capital y los porteños quedaron sitiados en una ciudad vacía; de modo que la evacuaron.
Con el paso del tiempo, Vera mejoró sus relaciones con Buenos Aires, por lo que fue acusado de debilidad ante los porteños.
A mediados de 1818 renunció ante sus jefes militares, pero el pueblo volvió a elegirlo. Vera cruzó el río hacia Paraná, y ante la falta de todo gobierno, Estanislao López asumió el gobierno, que sólo dejaría a su muerte, casi veinte años más tarde.

## Últimos años
Años más tarde pasó a Corrientes, donde apoyó el partido de Artigas. Pero en 1820, cuando este fue derrotado por Francisco Ramírez, fue arrestado y enviado a Entre Ríos. Allí se dedicó al comercio y a la ganadería, y por un tiempo tuvo cargos militares importantes.
A principios de 1827 recibió la rendición de los buques brasileños vencidos por Guillermo Brown en la batalla de Juncal.
En 1838 participó de un complot para asesinar al gobernador Pascual Echagüe que fracasó. Huyó al Uruguay bajo la protección de Fructuoso Rivera; sus bienes en Entre Ríos fueron confiscados.
Al año siguiente participó en la campaña de Lavalle contra Entre Ríos y Corrientes, y luchó en la batalla de Yeruá. Organizó militarmente un pequeño grupo de exiliados santafesinos, opositores del gobernador Juan Pablo López y de Juan Manuel de Rosas, con la idea de sublevar Santa Fe.
Invadió Santa Fe en marzo de 1840 por el Chaco, unido a fuerzas indígenas y acompañado por Francisco Reinafé (el único sobreviviente del poderoso clan cordobés), que debía seguir a Córdoba y sublevarla también. Pero ninguno de los dos conservaba su prestigio y sus fuerzas eran demasiado escasas. Cuando apareció el ejército de López, los indios desertaron. Fueron destrozados en una batalla en Cayastá, y ambos jefes murieron.
La noticia de la derrota y muerte de Vera fue publicada con grandes muestras de alegría y con insultos variados por el ministro de Juan Pablo López, el mismo ministro que dos años más tarde convencería a López de pasarse de bando. Ese ministro se llamaba Calixto Vera y era hermano del muerto.